# Rafael Orbe Cano
Rafael Orbe Cano (Santander, 1937- Madrid, 16 de març de 1996), fou un polític i alt funcionari espanyol.

## Biografia
Llicenciat en Dret, després de finalitzar els seus estudis va ingressar al Cos d'Advocats de l'Estat. El 1966 va ser nomenat vicesecretari general tècnic de la Presidència del Govern i el 1970 Governador de Civil a Saragossa i el 1973 a València. Aquest mateix any, el 28 juny 1973 va succeir a Adolfo Suárez com a director general de Radiodifusió i Televisió. Entre 1975 i 1977 va ser subsecretari del Ministeri d'Indústria. Amb posterioritat, va prestar serveis al Servei Jurídic de l'Estat davant l'Audiència Nacional.